# Listă de localități din Noua Scoție, Canada
Listă alfabetică de localități din Noua Scoție, Canada

### Orașe
| - Amherst - Annapolis Royal - Antigonish - Berwick - Bridgetown - Bridgewater - Canso - Clark's Harbour - Digby - Hantsport - Kentville | - Lockeport - Lunenburg - Mabou - Mahone Bay - Middleton - Mulgrave - New Glasgow - Oxford - Parrsboro - Pictou - Port Hawkesbury | - Shelburne - Springhill - Stellarton - Stewiacke - Trenton - Truro - Westville - Windsor - Wolfville - Yarmouth |

## Sate
| - Aylesford - Baddeck - Bible Hill - Canning - Chester - Cornwallis Square - Dover - Freeport | - Greenwood - Havre Boucher - Hebbville - Kingston - Lawrencetown, Comitatul Annapolis - New Minas - Port Williams - Pugwash | - River Hebert - Saint Peter's - Tatamagouche - Tiverton - Westport - Weymouth |

## Comunități
- Abbots Dyke
- Acaciaville
- Acacia Valley
- Advocate Harbour
- Argyle Sound
- Arichat
- Arisaig
- Arlington
- Aspen
- Atlanta
- Atlantic
- Atwoods Brook
- Aylesford
- Baccaro
- Bangor
- Barrachois, Comitatul Cape Breton
- Barrachois, Comitatul Colchester
- Barrington
- Barrington Passage
- Barrington West
- Bass River
- Bayside
- Bay Saint Lawrence
- Bear Point
- Bear River
- Bedford
- Beinn Bhreagh
- Beinn Scalpie
- Ben Eoin
- Birchtown
- Blanche
- Blomidon
- Borneo
- Bramber
- Brass Hill
- Brighton
- Brookfield
- Brooklyn
- Brook Village
- Caledonia
- Cambridge, Comitatul Hants
- Cambridge, Comitatul Kings
- Canaan, Comitatul Kings
- Canaan, Comitatul Lunenburg
- Canaan, Comitatul Yarmouth
- Carleton Village
- Cape Negro
- Cape North
- Capstick
- Cannes
- Central Woods Harbour
- Centre Burlington
- Centreville, Comitatul Shelburne
- Charlesville
- Chéticamp
- Chéverie
- Church Point
- Churchover
- Clam Point
- Clarksville
- Clementsport
- Clementsvale
- Clyde River
- Coffinscroft
- Collingwood
- Conquerall Mills
- Conway
- Country Harbour
- Creignish
- Dartmouth
- Debert
- Deep Brook
- Dingwall
- Doctors Cove
- Dominion
- Donkin
- Economy
- East Baccaro
- East Berlin
- Ecum Secum
- Ellershouse
- Elmsdale
- Enfield
- Fairview
- Falmouth
- Fall River
- Fauxburg
- Five Islands
- Forbes Point
- Forest Glen
- Gardner's Mill
- Gavelton
- Glace Bay
- Glen Haven
- Goshen
- Grand Étang
- Grand Pré
- Granville Ferry
- Great Village
- Greenville
- Greenwood, Comitatul Shelburne
- Guinea
- Gunning Cove
- Guysborough
- Halls Harbour
- Harpellville
- Hebron
- Hebb's Cross
- Hectanooga
- Hilden
- Hillgrove
- Hopewell
- Hubbards
- Indian Harbour Lake
- Indian Point
- Ingomar
- Ingonish
- Ingonish Beach
- Inverness
- Ireton
- Joggins
- Jordantown
- Kempt Shore
- Kelley's Cove
- Kingsburg
- L'Ardoise
- Lake Annis
- Lake George, Comitatul Yarmouth
- Larry's River
- Lawrencetown, Comitatul Halifax
- Little Brook
- Little River Harbour
- Liverpool (fusese oraș - town)
- Londonderry
- Louisbourg (sau Louisburg)
- Louisdale
- Lower Argyle
- Lower Burlington
- Lower Clarks Harbour
- Lower East Pubnico
- Lower Eel Brook
- Lower Shag Harbour
- Lower Wedgeport
- Lower West Pubnico
- Lower Woods Harbour
- Lucasville
- Mabou
- Maccan
- Marion Bridge
- Maitland
- Martinique
- McNutts Island
- Meat Cove
- Melbourne
- Melrose
- Meteghan
- Meteghan River
- Middle La Have
- Middle Musquodoboit
- Milford Station
- Middle West Pubnico
- Milton
- Miramichi
- Mount Denson
- Mount Hanley
- Mount Uniacke
- Musquodoboit Harbour
- Necum Teuch
- New Canada
- New Cumberland
- New Germany
- New Grafton
- New Ross
- New Waterford
- Newcombville
- Newellton
- Newport Corner
- Newport Station
- Nictaux
- Nineveh, Comitatul Lunenburg
- Nineveh, Comitatul Victoria
- Noel
- North Alton
- North East Harbour
- North East Point
- North Kemptville
- North Preston
- North Sydney
- North West Harbour
- Norwood
- Oak Park
- Oakland
- Ohio
- Oregon
- Overton
- Passchendaele
- Petite Rivière
- Pembroke
- Pembroke, Comitatul Yarmouth
- Pinehurst
- Pinkney's Point
- Pleasant Bay
- Pockwock
- Port Bickerton
- Port Clyde
- Port Hastings
- Port Hood
- Port La Tour
- Port Maitland
- Port Medway
- Port Morien
- Port Saxon
- Pubnico
- Raynardton
- Rawdon
- Renfrew
- Reynoldscroft
- River John
- Riverhead
- Robert's Island
- Rockingham
- Rockville
- Roseway
- Round Bay
- Sand Beach
- Sandford
- Saulnierville
- Scotch Village
- Seal Island
- Selma
- Sheet Harbour
- Sherbrooke
- Sherose Island
- Shinimicas Bridge
- Ship Harbour
- Short Beach
- Shubenacadie
- Smithsville
- Smithville
- Sonora
- South Belleville
- South Canaan
- South Rawdon
- South Side
- Springfield
- Springhaven
- Spryfield
- St Croix
- Stoney Island
- Summerville
- Summerville, Comitatul Yarmouth
- Sydney Mines
- Sydney
- Terra Nova
- Thomasville
- Three Mile Plains
- Thorburn
- Trafalgar
- Tremont
- Troy
- Tusket
- Tusket Falls
- Tusket Islands
- Upper Burlington
- Upper Musquodoboit
- Upper Port La Tour
- Upper Stewiacke
- Upper West Pubnico
- Upper Woods Harbour
- Valley
- Victoria
- Villagedale
- Walden
- Walton
- Waterloo
- Waterville
- Waverley
- Wedgeport
- West Arichat
- West Baccaro
- West Berlin
- West Branch River John
- West Pubnico
- Western Shore
- Weston
- Whitehill
- Whycocomagh
- Wine Harbour
- Woodstock
- Woodville
- Yankeetown